# Asplenium lacinioides
Asplenium lacinioides är en svartbräkenväxtart som beskrevs av Fraser-jenk., Pangtey och Khullar. Asplenium lacinioides ingår i släktet Asplenium och familjen Aspleniaceae. Inga underarter finns listade.